# K.E. Løgstrup
Knud Ejler Christian Løgstrup (kendt som K.E. Løgstrup) (2. september 1905 – 20. november 1981) var en dansk teolog og filosof.
K.E. Løgstrup regnes blandt de fire store Århus-teologer, som i øvrigt talte P.G. Lindhardt, Regin Prenter og Johannes Sløk.

## Liv
Løgstrup blev født på Frederiksberg og voksede op på Vesterbro. Han blev student fra Metropolitanskolen i 1923 og blev cand.theol. i 1930. I sin ungdom var han påvirket af KFUM-bevægelsen og vækkelseskristendom - noget, som han senere tog afstand fra.
I årene efter sin kandidateksamen foretog han en række studierejser i Europa, særligt i Tyskland, hvor han i 1931-32 havde et ophold hos filosoffen og biologen Hans Lipps i Göttingen. I 1935 blev han gift med Rosalia Maria Pauly (som senere kom til at hedde Rosemarie Løgstrup). I perioden 1936-43 var han præst ved Sandager-Holevad Pastorat i Fyens Stift.
Under sin tid som præst færdiggjorde han sin doktordisputats Den erkendelsesteoretiske konflikt mellem den transcendeltalfilosofiske idealisme og teologien, som blev antaget af Københavns Universitet i 1942. Disputatsen blev dog først antaget efter tre afslag. Blandt teologer blev den betragtet som filosofi, og blandt filosoffer blev den betragtet som teologi. I 1943 blev han professor ved Aarhus Universitet i etik og religionsfilosofi.
I besættelsesårene 1940-1945 deltog Løgstrup i modstandsbevægelsen og tog afstand fra forhandlingspolitikken, som den danske regering førte fra 1940 til 1943.
Som præst og i de første år som professor var Løgstrup eksistensteolog og tilhørte tidehvervsbevægelsen. Med årene tog han dog stadig mere afstand fra eksistensteologien. Det kulminerede i 1968 med bogen Opgør med Kierkegaard (1968).
Løgstrup blev æresdoktor ved to universiteter: Universitetet i Lund i 1965 og Universitetet i Marburg i 1977.
I 1975 gik Løgstrup af som professor ved Aarhus Universitet. Han fortsatte dog - på studenters opfordring - med at forelæse.
Løgstrup døde den 20. november 1981 i Hyllested på Djursland. Efter hans død blev hans prædikener fra tiden som sognepræst udgivet. Løgstrups efterladte manuskripter er samlet i Løgstrup Arkivet ved Aarhus Universitet.

## Teologi

### Den etiske fordring
Løgstrup skrev både om teologiske og filosofiske emner. I 1956 udgav han Den etiske fordring, hvori han redegjorde for sin etik. Bogen fik stor opmærksomhed i brede kredse og blev meget omdiskuteret. I bogen tager Løgstrup afstand fra den opfattelse, at kristendommen er nødvendig for det etiskes gyldighed - at de etiske normer først får gyldighed i kraft af kristendommen. Tværtimod siger han, at de etiske normers gyldighed er uafhængig af, om man er kristen eller ikke. De etiske normer udspringer af den etiske fordring - det etiske krav - der ligger i det rent menneskelige - "det humane", som han kalder det.
Den etiske fordring udspringer af den kendsgerning, at mennesker er dybt afhængige af hinanden, siger Løgstrup. Mennesker er hinandens verden og hinandens skæbne. Han udtrykker det på denne måde:
"Den enkelte har aldrig med et andet menneske at gøre uden at han holder noget af dets liv i i sin hånd. Det kan være meget lidt, en forbigående stemning, en oplagthed man får til at visne eller som man vækker, en lede man uddyber eller hæver. Men det kan også være forfærdende meget, så det simpelthen står til den enkelte, om den andens liv lykkes eller ej." 
Menneskelivet er nu engang sådan, at det ikke kan leves på anden måde end ved at man i tillid udleverer sig og giver mere eller mindre af sit liv i det andet menneskes hånd. Fordringen til det andet menneske om at tage vare på dette liv giver sig umiddelbart af denne kendsgerning, siger Løgstrup.

### De suveræne livsytringer
Løgstrup var påvirket af fænomenologien. Han udgav det første værk i Danmark om fænomenologi: En fremstilling og vurdering af Max Schelers ”Der Formalismus in der Ethik und der materiale Werteethik” (1930). Denne særlige filosofi tager udgangspunkt i "fænomenerne" - det, der umiddelbart viser sig for én eller viser sig som oplevelser i ens bevidsthed. Alt er dybest set oplevelser for en bevidsthed (menneskets bevidsthed), siger fænomenologien.
Gennem en fænomenologisk metode forsøger Løgstrup at finde frem til de fænomener, der er grundlæggende i menneskelivet - de fænomener, som vi ikke har skabt, som på forhånd er givne for os. Han finder frem til, at der eksisterer nogle "suveræne livsytringer" (eller "spontane livsytringer"), som er nogle grundlæggende vilkår i menneskelivet. Disse livsytringer sætter sig igennem "suverænt" og spontant - uden at mennesket bevidst frembringer dem. De eksisterer forud for menneskets bevidste valg og vilje.
De suveræne livsytringer er fænomener som kærlighed, tillid, barmhjertighed og oprigtighed. Det hører eksempelvis med til menneskelivet, at man som udgangspunkt møder et andet menneske, selv en vildtfremmed, med tillid. Der skal særlige omstændigheder til, før man møder et andet menneske med mistillid. Det gør man først, når det andet menneske har misbrugt ens tillid. På forhånd tror man på det andet menneske. Man begynder først at tvivle, når man har grebet det i en løgn.
De suveræne livsytringer er altså det oprindelige. Først på anden hånd kan der ske en fordærvelse af dem. Mennesket kan ikke selv frembringe de suveræne livsytringer; det kan kun ødelægge dem.
I filosofien har man traditionelt forsøgt at opbygge en etik "oppefra": Man har forsøgt at formulere nogle overordnede etiske principper. For eksempel har den tyske filosof Immanuel Kant formuleret det kategoriske imperativ: Handl kun efter den maksime (grundsætning), ved hvilken du samtidig kan ville, at den bliver almen lov. Et andet overordnet etisk princip er: Man bør holde, hvad man lover.
Problemet med en sådan abstrakt etik er ifølge Løgstrup, at den bringer det handlende menneske bort fra den konkrete etiske erfaring. Den gør medmennesket til et objekt for en generel regel - ikke til et menneske som man umiddelbart er forpligtet over for. Man glemmer det konkrete medmenneske, når man er optaget af at overholde en abstrakt regel.
I stedet for en etik "oppefra" forsøger Løgstrup at opbygge en etik "nedefra", nemlig fra de suveræne livsytringer. De suveræne livsytringer er konkrete, samtidig med at de er universelle. De findes i alle mennesker, og de er grundlagt ved den menneskelige sameksistens. De er etisk gode, og de er etisk normgivende.
Hvor Kant mener, at en etisk handling ikke må basere sig på følelser, men på det kategoriske imperativ, mener Løgstrup det modsatte. Etiske principper er blot erstatningsmotiver for at handle moralsk, når de moralske følelser og de suveræne livsytringer udebliver i en bestemt situation.
Løgstrup introducerede begrebet om de suveræne livsytringer i Opgør med Kierkegaard (1968).

### Skabelsesteologi
I sine sidste år udviklede Løgstrup en skabelsesteologi (i firebindsværket Metafysik I-IV). Han ønskede at finde frem til det skabte i livet. I firebindsværket behandler han de fænomener, som mennesket ikke selv kan bestemme over - sproget, sansningen, livsytringerne, døden. Om de suveræne livsytringer siger han, at de i kraft af deres iboende godhed "lægger en religiøs tydning nær". Det vil sige: Det er nærliggende at tyde dem som skabt af en god Gud. Ifølge denne tydning er livsytringerne ikke menneskets værk, men Guds værk. De udspringer af Gud, som opretholder vores tilværelse med dem.
I kraft af, at mennesket er skabt i Guds billede, er der en godhed i mennesket, siger Løgstrup. Hermed bestrider han den teologiske opfattelse, at alt i mennesket er blevet fordærvet i kraft af syndefaldet. På det punkt er han uenig med Martin Luther, som mener, at det gode, der er i mennesket, ikke har magt til at bryde igennem den synd, som er blevet menneskets natur efter syndefaldet. Synden har ifølge Luther fuldstændig fordærvet mennesket, således at det ikke i kraft af sig selv (men kun i kraft af Gud) kan blive frelst.
I Løgstrups teologi spiller Kristus ikke nogen fremtrædende rolle. Kristus ses som den, i hvem de suveræne livsytringer havde fuldbyrdet sig fuldt ud. Han levede det af Gud skabte liv, uden synd.